# Metta Victoria Fuller Victor

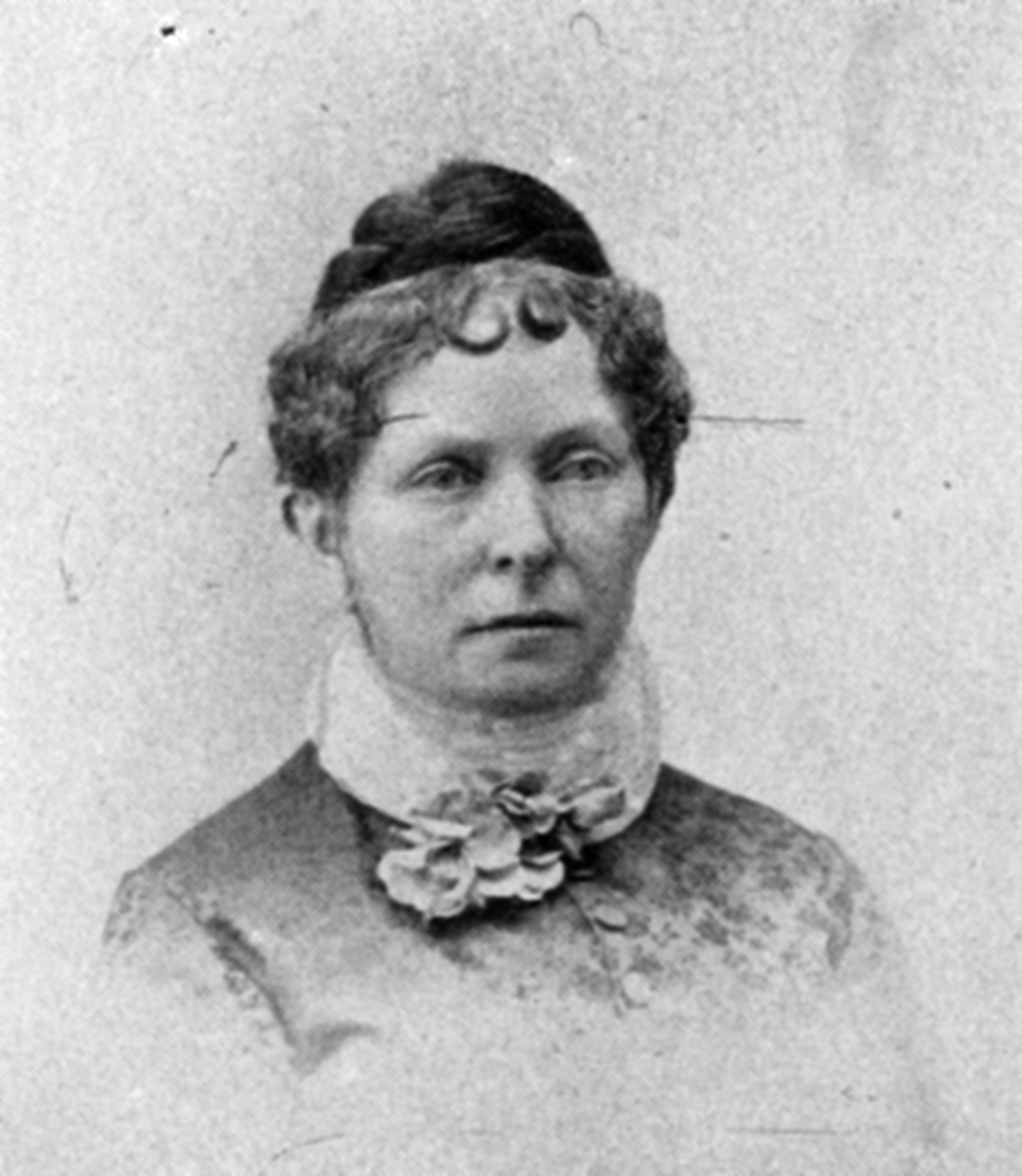

Metta Victoria Fuller Victor, nata Metta Victoria Fuller, nota anche con lo pseudonimo di Seeley Regester (Erie, 2 marzo 1831 – Ho-Ho-Kus, 26 giugno 1885), è stata una scrittrice statunitense, e si ritiene sia stata l'autrice di uno dei primi romanzi polizieschi pubblicati negli Stati Uniti.

## Biografia
Nata a Erie, Metta Victoria Fuller era la terza dei cinque figli di Adonijah Fuller e Lucy A. Williams. Dopo aver vissuto in Pennsylvania, nel 1839 si trasferì con la sua famiglia a Wooster, dove frequentò un istituto femminile.
Cominciò a dimostrare interesse per la poesia all'età di soli nove anni, quando scrisse il componimento The Silver Lute, pubblicato su un giornale locale. Grazie alla sua grande memoria per le citazioni, era considerata un prodigio dai suoi insegnanti e dai suoi compagni. A tredici anni scrisse la sua prima storia, che segnò l'inizio della sua carriera di autrice, e cominciò anche a collaborare, più o meno frequentemente, con la stampa. Per un periodo fu però costretta ad abbandonare gli studi e la scrittura per aiutare la madre e la sorella maggiore Frances Auretta nei lavori di casa.
Nel 1846, a quindici anni, scrisse il suo primo romanzo intitolato The Last Days of Tul: a Romance of the Lost Cities of the Yucatan, mentre a diciassette anni cominciò a collaborare con il New York Home Journal sotto lo pseudonimo di "The Singing Sybil". Anche la sorella Frances era una scrittrice e spesso lavorarono insieme.
Nel 1848 le due sorelle si trasferirono a New York, dove continuarono ad occuparsi dell'attività letteraria. Nel 1850 pubblicarono il loro primo volume, Poems of Sentiment and Imagination, with Dramatic and Descriptive Piece, una raccolta degli scritti delle due autrici già comparsi nella stampa.
Nel 1850 Metta sposò Richard E. Morse, di oltre vent'anni più vecchio di lei. Dopo alcuni anni divorziò e nel 1856 si risposò con l'editore del Cosmopolitan Art Journal, Orville James Victor, da cui ebbe nove figli. Per quattro anni assistette suo marito nel suo lavoro. Fra il 1859 e il 1860 divenne l'editrice di Home: A Monthly for the Wife, the Mother, the Sister and the Daughter, un mensile pubblicato presso Beadle & Company. Nel 1860 sostituì il marito nel ruolo di editore del Cosmopolitan Art Journal, in quanto questi era impegnato nello sviluppo di una nuova serie di romanzetti economici definiti dime novel.
Morì il 26 giugno 1885 nella sua casa di Ho-Ho-Kus e fu seppellita nel Valleau Cemetery di Ridgewood.

## Opere principali e temi
Metta ebbe una carriera molto lunga e prolifica nella letteratura di genere; scrisse racconti sentimentali, poesie, storie brevi, manuali per casalinghe, romanzi giovanili, western, racconti umoristici, e anche un'autobiografia intitolata Passing the Portal: or, A Girl's Struggle. An Autobiography (1876), in cui esaminò le relazioni di genere. Era solita pubblicare i suoi lavori sotto il suo vero nome o utilizzando vari pseudonimi come The Singing Sybil, Seeley Regester, Corinne Cushman, Walter T. Gray, Eleanor Lee Edwards, Rose Kennedy, Mrs. Mark Peabody e George E. Booram.
Metta sosteneva la necessità di riforme sociali e nei suoi lavori affrontò temi quali la poligamia, l'alcool e la schiavitù. Nel 1851 pubblicò The Senator’s Son: or, The Maine Law; A Last Refuge, un romanzo sulle leggi abolizioniste da lei considerate come la soluzione al problema dell'alcolismo. Il romanzo ottenne un buon successo in Inghilterra e furono vendute più di 30 000 copie. Nel 1856, all'età di venticinque anni, pubblicò il romanzo Mormon Wives: A Narrative of Facts Stranger than Fiction, poi ripubblicato con il titolo Lives of Female Mormon, in cui criticò la poligamia e il mormonismo nello Utah.
Nel 1860 pubblicò la sua prima dime novel intitolata Alice Wilde: the Raftsman’s Daughter, a cui seguirono quasi un centinaio di altri titoli. Contribuì così alla produzione di questo genere letterario. Tra questi racconti, tutti pubblicati anonimamente per Beadle & Company, risaltano The Backwoods Bride: A Romance of Squatter Life (1860), il western The Gold Hunters (1863), A Bad Boy's Diary (1880) e The Blunders of a Bashful Man (1881).
Uno dei racconti che ebbe più successo fu Maum Guinea, and Her Plantation "Children" (1861), un'opera abolizionista ritenuta la più significativa e rappresentativa fra le dime novel che trattano il tema della schiavitù. Venne tradotta in diverse lingue e fu venduto più di un milione di copie. Quest'opera fu anche lodata dagli attivisti del movimento antischiavista e dal presidente Abraham Lincoln, che la definì avvincente quanto La capanna dello zio Tom.
Nel 1866, sotto lo pseudonimo di "Seeley Regester", pubblicò The Dead Letter: An American Romance, un'opera fondamentale per la letteratura perché considerata il primo romanzo poliziesco americano. Utilizzando lo stesso pseudonimo pubblicò anche altri due gialli: il racconto breve The Skeleton at the Banquet (1867) e il romanzo The Figure Eight (1869).

## Opere
- The Last Days of Tul: A Romance of the Lost Cities of Yucatan. Boston, 1846.
- Poems of Sentiment and Imagination. (con F. F. Victor), New York: A.S. Barnes & Co., 1850.
- The Senator’s Son; or, The Maine Law. A Last Refuge. 1851. (Ristampa: Cleveland: Tooker and Gatche, 1853)
- Fresh Leaves From Western Woods. Buffalo: G.H. Derby & Co., 1852.
- Fashionable Dissipation. New York: United States Book Co., 1853.
- Mormon Wives; A Narrative of Facts Stranger Than Fiction. New York: Derby & Jackson, 1856.
- The Arctic Queen (1858)
- Miss Slimmens’ Window, and Other Papers. New York: Derby & Jackson, 1859.
- The Dime Cook Book (1859)
- The Dime Recipe Book. Beadle & Adams.1859.
- Alice Wilde: The Raftsman’s Daughter. A Forest Romance. New York: Beadle & Co., 1860.
- The Backwoods Bride. A Romance of Squatter Life. New York: Beadle & Co., 1860.
- Myrtle: The Child of the Prairie (1860)
- Maum Guinea and Her Plantation “Children:” or, Holiday-week on a Louisiana Estate; a Slave Romance. New York: Beadle & Co., 1861.
- Uncle Ezekiel and His Exploits on Two Continents. New York: Beadle & Co., 1861.
- The Emerald Necklace (1861)
- Beadles Dime Cook-Book; or, Housewife’s Pocket Companion. Embodying what is Most Economic, Most Practical, Most Excellent. New York: Beadle & Adams, 1862.
- The Unionist's Daughter (1862)
- The Gold Hunters. New York: Beadle & Adams.1863.
- Jo Daviess' Client (1863)
- The Dead Letter, an American Romance. New York: Beadle & Co., 1864.
- The Country Cousin (1864)
- The Two Hunters; or, The Canon Campus. A Romance of the Santa Fe Trail. New York: Beadle & Co., 1865.
- The Housewife's Manual (1865)
- Who Was He? (1866)
- Too True: A Story of Today (1868)
- Laughing Eyes (1868).
- The Figure Eight; or, The Mystery of Meredith Place. New York: Beadle & Co., 1869.
- The Betrayed Bride (1869)
- Black Eyes and Blue (1876)
- Passing the Portal; or, A Girl’s Struggle. New York: G.W. Carleton & Co., 1876.
- Brave Barbara (1877)
- The Hunted Bride (1877).
- Guilty or Not Guilty (1878).
- The Locked Heart (1879).
- A Wild Girl (1879)
- A Bad Boy’s Diary. New York: J.S. Ogilvie, 1880. Edizione italiana Diario di un ragazzaccio. La vera storia di Gian Burrasca, Roma, Cooper, 2007, ISBN 978-88-7394-071-5
- The Black Riddle (1880).
- Madcap: The Little Quakeress (1880).
- The Mysterious Guardian (1880).
- Pretty and Proud (1880).
- Pursued to the Altar (1880)
- The Blunders of a Bashful Man. New York: J.S. Ogilvie, 1881.
- At His Mercy (1881)
- Miss Slimmens’ Boarding House. New York: J.S. Ogilvie, 1882.
- A Woman's Sorrow (1882).
- The Bad Boy Abroad (1883).
- Morley Beeches (1883).
- A Naughty Girl’s Diary. New York: G.W. Carleton, 1884.
- Abijah Beanpole in New York (1884).
- Mrs. Rasher's Curtain Lectures (1884).
- The Bad Boy at Home (1885).
- A Good Boy's Diary (1885).
- The Brown Princess (1888).
- The Phantom Wife (1888).
- Born to Betray (1890).
- The Gay Captain (1891).
- Who Owned the Jewels? (1891).
- The Georgie Papers (1897).